# نیکی کلارک
نیکی کلارک (انگلیسی: Nicky Clark؛ زادهٔ ۳ ژوئن ۱۹۹۱) بازیکن فوتبال اهل بریتانیا است.
از باشگاه‌هایی که در آن بازی کرده‌است می‌توان به باشگاه فوتبال رنجرز و باشگاه فوتبال آبردین اشاره کرد.